# Mevce
Mevce este o localitate din comuna Ivančna Gorica, Slovenia, cu o populație de 28 de locuitori.